# Чемпионат США по теннису среди профессионалов в помещениях
Чемпионат США среди профессионалов в помещениях (англ. U.S. Pro Indoor, в 1997—1998 годах Advanta Championships) — мужской профессиональный теннисный турнир, проводившийся с 1968 по 1998 год в Филадельфии (США). Проходил на ковровом (в последние два года существования — на хардовом) покрытии в первые месяцы года; почти на всём протяжении существования турнира местом его проведения служила крытая арена «Филадельфия Спектрум» («Веллс-Фарго-центр» в последние два года). С 1990 по 1998 год турнир относился к категории ATP Championship Series, его призовой фонд колебался в районе 700—800 тысяч долларов при турнирной сетке, рассчитанной на 32—48 игроков в одиночном разряде и 16—24 пары.

## История
У истоков турнира, впервые прошедшего в феврале 1968 года, стояли супруги Мэрилин и Эдвард Фернбергеры из Филадельфии. Местом проведения с самого начала стал открытый незадолго до этого крытый стадион «Филадельфия Спектрум». В отличие от большинства других турниров, проходивших в помещениях, центральная часть стадиона была достаточно велика, чтобы разместить не один, а два теннисных корта, что позволяло увеличить количество участников до 48 вместо обычных 32. Корты, однако, располагались настолько близко друг к другу, что бывали случаи, когда теннисист с одного корта, преследуя отскочивший мяч, забегал на второй. 
Турнир в Филадельфии с самого начала позиционировался как «зимний Уимблдон». Его матчи приглашали судить тех же рефери, что и на Уимблдоне, его пресс-секретарём был пресс-секретарь Уимблдонского турнира, и даже обслуживать его транспортные нужды наняли ту же компанию, которая осуществляла перевозки на Уимблдоне. Хотя турнир был чисто мужским, его одиночный и парный разряд, как на Уимблдоне, называли «Gentleman's Singles» и «Gentleman's Doubles». В 1969 году турнир в Филадельфии стал первым из турниров в помещениях, получившим статус открытого, то есть такого, в котором могли участвовать как теннисисты-любители, так и профессионалы. В связи с этим турнир собрал звёздный состав: в нём приняли участие Род Лейвер, Тони Роч, Артур Эш и Том Оккер.
Со временем финансовое положение турнира стало ухудшаться. В 1986 году был заключён контракт сроком на пять лет с производителем часов Ebel, ставшим титульным спонсором турнира, который получил название Ebel Pro Indoor, а всего во второй половине 1980-х годов у организаторов были заключены контракты со ста разными спонсорами. После 1990 года контракт с Ebel не был продлён, турнир также покинул целый ряд второстепенных спонсоров, и только заключённый в конце 1991 года контракт с компанией Comcast, ставшей новым главным спонсором, спас соревнование от закрытия. По условиям договора Фернбергеры отказывались от руководства турниром. После турнира 1996 года проблема со спонсором встала с новой остротой, и только в декабре был подписан новый договор с банковским концерном Advanta. Под названием Advanta Championship турнир был перенесён в новый спорткомплекс «Веллс-Фарго-центр», где прошёл ещё дважды. Ввиду продолжающегося спада интереса у зрителей в 1998 году турнир был проведён в последний раз.

## Победители и финалисты
Хозяева площадки становились победителями U.S. Pro Indoor чаще всего. Американские теннисисты выигрывали турнир в одиночном разряде 19 раз из 31 (ещё дважды победителем становился проживавший в США, но не имевший гражданства Иван Лендл). Ещё 14 раз теннисисты США проигрывали в финалах, при этом 9 финалов были чисто американскими. В 18 из пар-победительниц как минимум один игрок представлял США. Среди представителей других стран больше всего титулов в одиночном разряде у Австралии (6), четыре одиночных финала в конце 1960-х и начале 1970-х годов разыграны только между австралийцами. Представителей СССР или постсоветских государств в числе победителей и финалистов не было.
Рекордное количество побед в одиночном разряде — четыре — одержали Род Лейвер (Австралия), Джимми Коннорс, Джон Макинрой и Пит Сампрас (все — США), при этом Макинрой все четыре своих титула завоевал подряд, а между первой и последней победами Сампраса прошло 8 лет. Макинрой также является рекордсменом по числу побед в парном разряде — он выигрывал три раза, все в паре с Питером Флемингом — и в сумме по обоим разрядам.

### Одиночный разряд
| Год  | Победитель         | Финалист         | Счёт                      |
| ---- | ------------------ | ---------------- | ------------------------- |
| 1968 | Мануэль Сантана    | Ян Лесхлю        | 8-6, 6-3                  |
| 1969 | Род Лейвер         | Тони Роч         | 7-5, 6-4, 6-4             |
| 1970 | Род Лейвер (2)     | Тони Роч         | 6-3, 8-6, 6-2             |
| 1971 | Джон Ньюкомб       | Род Лейвер       | 7-65, 7-61, 6-4           |
| 1972 | Род Лейвер (3)     | Кен Розуолл      | 4-6, 6-2, 6-2, 6-2        |
| 1973 | Стэн Смит          | Боб Лутц         | 7-62, 7-65, 4-6, 6-4      |
| 1974 | Род Лейвер (4)     | Артур Эш         | 6-1, 6-4, 3-6, 6-4        |
| 1975 | Марти Риссен       | Витас Герулайтис | 7-61, 5-7, 6-2, 6-70, 6-3 |
| 1976 | Джимми Коннорс     | Бьорн Борг       | 7-65, 6-4, 6-0            |
| 1977 | Дик Стоктон        | Джимми Коннорс   | 3-6, 6-4, 3-6, 6-1, 6-2   |
| 1978 | Джимми Коннорс (2) | Роско Таннер     | 6-2, 6-4, 6-3             |
| 1979 | Джимми Коннорс (3) | Артур Эш         | 6-3, 6-4, 6-1             |
| 1980 | Джимми Коннорс (4) | Джон Макинрой    | 6-3, 2-6, 6-3, 3-6, 6-4   |
| 1981 | Роско Таннер       | Войцех Фибак     | 6-2, 7-6, 7-5             |
| 1982 | Джон Макинрой      | Джимми Коннорс   | 6-3, 6-3, 6-1             |
| 1983 | Джон Макинрой (2)  | Иван Лендл       | 4-6, 7-6, 6-4, 6-3        |
| 1984 | Джон Макинрой (3)  | Иван Лендл       | 6-3, 3-6, 6-3, 7-6        |
| 1985 | Джон Макинрой (4)  | Милослав Мечирж  | 6-3, 7-6, 6-1             |
| 1986 | Иван Лендл         | Тим Майотт       | без игры                  |
| 1987 | Тим Майотт         | Джон Макинрой    | 3-6, 6-1, 6-3, 6-1        |
| 1988 | Тим Майотт (2)     | Джон Фицджеральд | 4-6, 6-2, 6-2, 6-3        |
| 1989 | Борис Беккер       | Тим Майотт       | 7-6, 6-1, 6-3             |
| 1990 | Пит Сампрас        | Андрес Гомес     | 7-6, 7-5, 6-2             |
| 1991 | Иван Лендл (2)     | Пит Сампрас      | 5-7, 6-4, 6-4, 2-6, 6-3   |
| 1992 | Пит Сампрас (2)    | Амос Мансдорф    | 6-1, 7-64, 2-6, 7-62      |
| 1993 | Марк Вудфорд       | Иван Лендл       | 5-4 — отказ               |
| 1994 | Майкл Чанг         | Паул Хархёйс     | 6-3, 6-2                  |
| 1995 | Томас Энквист      | Майкл Чанг       | 0-6, 6-4, 6-0             |
| 1996 | Джим Курье         | Крис Вудрафф     | 6-4, 6-3                  |
| 1997 | Пит Сампрас (3)    | Патрик Рафтер    | 5-7, 7-64, 6-3            |
| 1998 | Пит Сампрас (4)    | Томас Энквист    | 7-5, 7-63                 |

### Парный разряд
| Год  | Победители                          | Финалисты                         | Счёт                              |
| ---- | ----------------------------------- | --------------------------------- | --------------------------------- |
| 1968 | Не проводился                       | Не проводился                     | Не проводился                     |
| 1969 | Том Оккер Марти Риссен              | Джон Ньюкомб Тони Роч             | 8-6, 6-4                          |
| 1970 | Илие Настасе Ион Цириак             | Деннис Ралстон Артур Эш           | 6-4, 6-3                          |
| 1971 | Полуфиналы и финал не проводились   | Полуфиналы и финал не проводились | Полуфиналы и финал не проводились |
| 1972 | Боб Лутц Артур Эш                   | Джон Ньюкомб Тони Роч             | 6-3, 6-7, 6-3                     |
| 1973 | Брайан Готтфрид Дик Стоктон         | Род Лейвер Рой Эмерсон            | 4-6, 6-3, 6-4                     |
| 1974 | Пэт Креймер Майк Эстеп              | Жорж Гован Жан-Батист Шанфро      | 6-1, 6-1                          |
| 1975 | Брайан Готтфрид (2) Рауль Рамирес   | Эрик ван Диллен Дик Стоктон       | 3-6, 6-3, 7-64                    |
| 1976 | Род Лейвер Деннис Ралстон           | Фрю Макмиллан Боб Хьюитт          | 7-66, 7-63                        |
| 1977 | Фрю Макмиллан Боб Хьюитт            | Том Оккер Войцех Фибак            | 6-1, 1-6, 6-3                     |
| 1978 | Фрю Макмиллан (2) Боб Хьюитт (2)    | Витас Герулайтис Сэнди Майер      | 6-4, 6-4                          |
| 1979 | Том Оккер (2) Войцех Фибак          | Джон Макинрой Питер Флеминг       | 5-7, 6-1, 6-3                     |
| 1980 | Джон Макинрой Питер Флеминг         | Брайан Готтфрид Рауль Рамирес     | 6-3, 7-6                          |
| 1981 | Марти Риссен (2) Шервуд Стюарт      | Брайан Готтфрид Рауль Рамирес     | 6-2, 6-2                          |
| 1982 | Джон Макинрой (2) Питер Флеминг (2) | Шервуд Стюарт Ферди Тайган        | 7-6, 6-4                          |
| 1983 | Стив Дентон Кевин Каррен            | Джон Макинрой Питер Флеминг       | 6-4, 7-6                          |
| 1984 | Джон Макинрой (3) Питер Флеминг (3) | Анри Леконт Янник Ноа             | 6-2, 6-3                          |
| 1985 | Матс Виландер Йоаким Нюстрём        | Сэнди Майер Войцех Фибак          | 3-6, 6-2, 6-2                     |
| 1986 | Скотт Дэвис Дэвид Пейт              | Стефан Эдберг Андерс Яррид        | 7-6, 3-6, 6-3, 7-5                |
| 1987 | Серхио Касаль Эмилио Санчес         | Дани Виссер Кристо Стейн          | 3-6, 6-1, 7-6                     |
| 1988 | Йохан Крик Келли Эвернден           | Дани Виссер Кевин Каррен          | 7-6, 6-3                          |
| 1989 | Пол Аннакон Кристо ван Ренсбург     | Рик Лич Джим Пью                  | 6-3, 7-5                          |
| 1990 | Рик Лич Джим Пью                    | Грант Коннелл Гленн Мичибата      | 3-6, 6-4, 6-2                     |
| 1991 | Рик Лич (2) Джим Пью (2)            | Удо Риглевски Михаэль Штих        | 6-4, 6-4                          |
| 1992 | Тодд Вудбридж Марк Вудфорд          | Джим Грабб Ричи Ренеберг          | 6-4, 7-6                          |
| 1993 | Джим Грабб Ричи Ренеберг            | Маркос Ондруска Брэд Пирс         | 6-7, 6-3, 6-0                     |
| 1994 | Паул Хархёйс Якко Элтинг            | Джим Грабб Джаред Палмер          | 6-3, 6-4                          |
| 1995 | Джим Грабб (2) Джонатан Старк       | Паул Хархёйс Якко Элтинг          | 7-6, 6-7, 6-3                     |
| 1996 | Тодд Вудбридж (2) Марк Вудфорд (2)  | Байрон Блэк Грант Коннелл         | 7-6, 6-2                          |
| 1997 | Себастьен Ларо Алекс О'Брайен       | Патрик Гэлбрайт Эллис Феррейра    | 6-3, 6-3                          |
| 1998 | Паул Хархёйс (2) Якко Элтинг (2)    | Дэвид Макферсон Ричи Ренеберг     | 7-6, 6-7, 6-2                     |